# 胡利安·桑切斯
胡利安·桑切斯（西班牙語：Julián Sánchez，1988年8月22日—），墨西哥男子跳水运动员。他曾代表墨西哥参加2011年泛美运动会跳水比赛，获得一枚金牌和一枚银牌。他也曾参加2012年夏季奥运会。